# Nunca Diga Adeus

Nunca Diga Adeus  é um DVD de estúdio da banda Marcozero lançado em 2012. É o primeiro DVD da banda.
Traz uma música inédita e a mescla com canções antigas em um formato acústico, além de depoimentos dos membros e videoclipes.

## Faixas
Todas as letras escritas por Marco Prates, exceto as faixas 3, 4 e 5 que são letras do Vicente Casanova, todas as músicas compostas por Marco Prates.
| N.º            | Título                    | Letras           | Música         | Duração |  |
| 1.             | "A Verdade Está no Alto"  | Marco Prates     | Marco Prates   | 3:46    |  |
| 2.             | "Flores do Mundo"         | Marco Prates     | Marco Prates   | 3:26    |  |
| 3.             | "Mil Andares"             | Vicente Casanova | Marco Prates   | 3:15    |  |
| 4.             | "Nem Você, Nem Ninguém"   | Vicente Casanova | Marco Prates   | 4:46    |  |
| 5.             | "Foi Você Quem Quis"      | Vicente Casanova | Marco Prates   | 5:11    |  |
| 6.             | "Nunca Mais Voltar"       | Marco Prates     | Marco Prates   | 3:03    |  |
| 7.             | "Inverno"                 | Marco Prates     | Marco Prates   | 3:21    |  |
| 8.             | "1º de Novembro"          | Marco Prates     | Marco Prates   | 3:19    |  |
| 9.             | "Acho Melhor Você Partir" | Marco Prates     | Marco Prates   | 4:15    |  |
| 10.            | "Nada é Fácil"            | Marco Prates     | Marco Prates   | 3:19    |  |
| Duração total: | Duração total:            | Duração total:   | Duração total: | 37:00   |  |

## Formação
- Marco Prates - vocal e violão
- Guilherme Fialho - guitarra, violão, ukulele e teclado
- Andersonn Prestes - bateria

Músicos convidados
- Gabriel Severo - baixolão
- Vicente Casanova - teclado

## Ficha Técnica
- Gravação por Cristiano Ferreira
- Mixagem por Cristiano Ferreira
- Masterizado por Cristiano Ferreira
- Pós-produção de áudio por Cristiano Ferreira e Cláuber Scholles